# Guido Ceronetti
Guido Ceronetti   (Torí, 24 d'agost de 1927 - Cetona, 13 de setembre de 2018) fou un poeta, titellaire, filòleg, traductor, dramaturg i filòsof italià admirat per Emil Cioran.
A partir del 1968 va publicar poemes en volums que més tard, el 1987, foren reunits i publicats al sol tom Compassioni e disperazioni. Tutte le poesie 1946-1986.
L'hivern del 2015 es va trencar el fèmur i es traslladà a viure a Cetona.